# 플레이온라인
플레이온라인(PlayOnline)은 스퀘어 에닉스가 출시한 많은 온라인 PC, 플레이스테이션 2 및 엑스박스 360 게임에 대한 런처 애플리케이션 및 인터넷 서비스로서 스퀘어 에닉스가 소유한 온라인 게임 서비스이다. 2000년 6월 6일에 출시된 이 서비스는 프론트 미션 온라인, 판타지 어스: 더 링 오브 도미니언, 테트라 마스터, 일본판 에버퀘스트 II, 더지 오브 켈베로스: 파이널 판타지 VII 및 종호로(JongHoLo)를 포함한 게임을 호스팅했다. 그러나 2022년 현재 파이널 판타지 XI의 PC 버전은 서비스에서 지원되는 유일한 남은 게임이다.
플레이온라인은 최초의 크로스 플랫폼 게임 서비스 중 하나였으며 최고조에 달했을 때 수십만 명의 플레이어를 호스팅했다. 2011년 일본 지진으로 인해 12일 동안 폐쇄되었다. 플랫폼은 또한 서비스 거부 공격을 받았고 부정 행위를 시도하는 플레이어는 이후 금지되었다. 파이널 판타지 XIV (2010년 비디오 게임)부터 스퀘어 에닉스는 회원 수가 감소함에 따라 온라인 게임을 서비스에서 제외하기 시작했다. 플레이스테이션 2 및 엑스박스 360용 파이널 판타지 XI 및 플레이온라인의 종료 날짜는 2016년 3월이었으며 파이널 판타지 XI의 PC 버전만 여전히 지원된다.